# Johannes Gossner

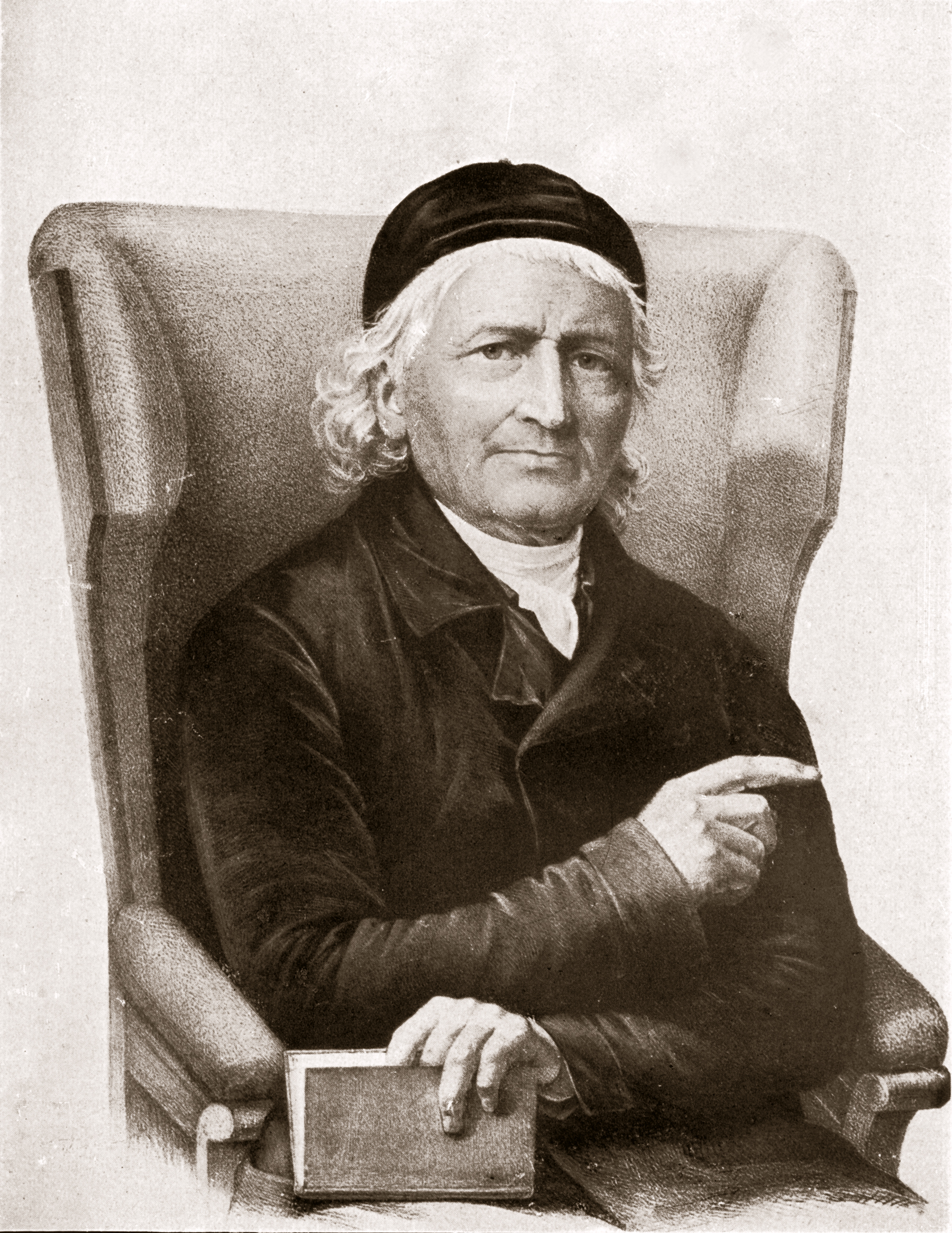
Johannes Gossner

Johannes Gossner, född 14 december 1773 i Hausen, död 30 mars 1858 i Berlin, var en tysk präst och grundläggare av anstalter för diakoni- och missionsverksamhet. 
Född och uppfostrad i romersk-katolsk omgivning, rönte han sedermera avgörande inflytelse från den av Johann Michael Sailer, Martin Boos med flera representerade evangeliska riktningen inom den dåvarande katolska kyrkan, men även från Christian Friedrich Spittler i Basel och andra av tidens mest verksamma evangeliska kristna. 1826 lämnade Gossner den romersk-katolska kyrkan och blev protestant. Han verkade sedan i 17 år som reformert präst vid Betlehemskyrkan i Berlin, som delades av reformerta och lutheraner. Han lade även grunden såväl till det länge bestående Elisabeth-Krankenhaus (tillika diakonissanstalt) som till den efter honom uppkallade Gossnerska missionen.